# Бранко Пекович
Бранко Пекович  (серб. Branko Peković, 7 травня 1979) — Сербія ватерполіст, олімпійський медаліст.

## Виступи на Олімпіадах
| Олімпіада  | Дисципліна | Місце |
| ---------- | ---------- | ----- |
| Пекін 2008 | водне поло | 3     |